# Theora
Theora é um codec de vídeo, de compressão com perda de dados, desenvolvido pela Fundação Xiph.org, sendo uma parte do projeto Ogg. Baseado no codec VP3 que foi doado pela On2 Technologies, o Theora é semelhante ao MPEG-4, XviD e DivX. Sua extensão de arquivo é .ogv. O Theora é frequentemente usado em um formato contentor ou arquivo recipiente Ogg. Isto é então chamado de Ogg Theora. O Theora fornece uma camada de vídeo com Vorbis, usualmente a camada de áudio usa Speex e FLAC.
A On2 Technologies lançou as patentes do VP3 em domínio público, o que possibilita a utilização, para qualquer fim, do Theora e outros codecs derivados do VP3. A On2 Technologies continuou trabalhando com seu codec proprietário até a última versão, a VP8, que foi liberada em maio de 2010 sob a licença BSD, após o Google ter adquirido a empresa, se tornando o melhor candidato para adoção em larga escala para a Web.